# Lord Byron of Broadway
Pour plus de détails, voir Fiche technique et Distribution.
Lord Byron of Broadway est un film américain réalisé par Harry Beaumont et William Nigh et sorti en 1930.
C'est un film musical parlant, comprenant entre-autres les chansons The Bride And I'm The Groom, et The Woman In The Shoe. 

## Fiche technique
- Réalisation : Harry Beaumont et William Nigh
- Scénario : Crane Wilbur d'après un roman de Nell Martin
- Production : Metro-Goldwyn-Mayer
- Photographie : Henry Sharp
- Musique : Nacio Herb Brown (musique) Arthur Freed (paroles)
- Montage : Anne Bauchens
- Durée : 77 minutes
- Date de sortie: 
  - États-Unis : 28 février 1930

## Distribution
- Charles Kaley : Roy Erskine
- Ethelind Terry : Ardis Trevelyn
- Marion Shilling : Nancy Clover
- Cliff Edwards : Joe Lundeen
- Gwen Lee : Bessie (« Bess »)
- Benny Rubin : Phil
- Jack Byron : Mr. Millaire
- Gino Corrado : Riccardi
- Iris Adrian
- Jack Benny
- Ann Dvorak
- Jack Harvey